# Зеленоватка
Зеленоватка — река в России, протекает по Бабушкинскому району Вологодской области. Устье реки находится в 12 км по правому берегу реки Корманга. Длина реки составляет 11 км.
Исток Зеленоватки расположен в лесном массиве в 10 км к востоку от посёлка Зайчики (Рослятинское сельское поселение). Река течёт на юго-запад, крупнейший приток Большая Зеленоватка впадает в Зеленоватку справа километром выше устья самой Зеленоватки в Кормангу. Всё течение реки проходит по ненаселённому лесному массиву.

## Данные водного реестра
По данным государственного водного реестра России относится к Верхневолжскому бассейновому округу, водохозяйственный участок реки — Унжа от истока и до устья, речной подбассейн реки — Бассей притоков Волги ниже Рыбинского водохранилища до впадения Оки. Речной бассейн реки — (Верхняя) Волга до Куйбышевского водохранилища (без бассейна Оки).
Код объекта в государственном водном реестре — 08010300312110000014795.